# Kruis van Padua

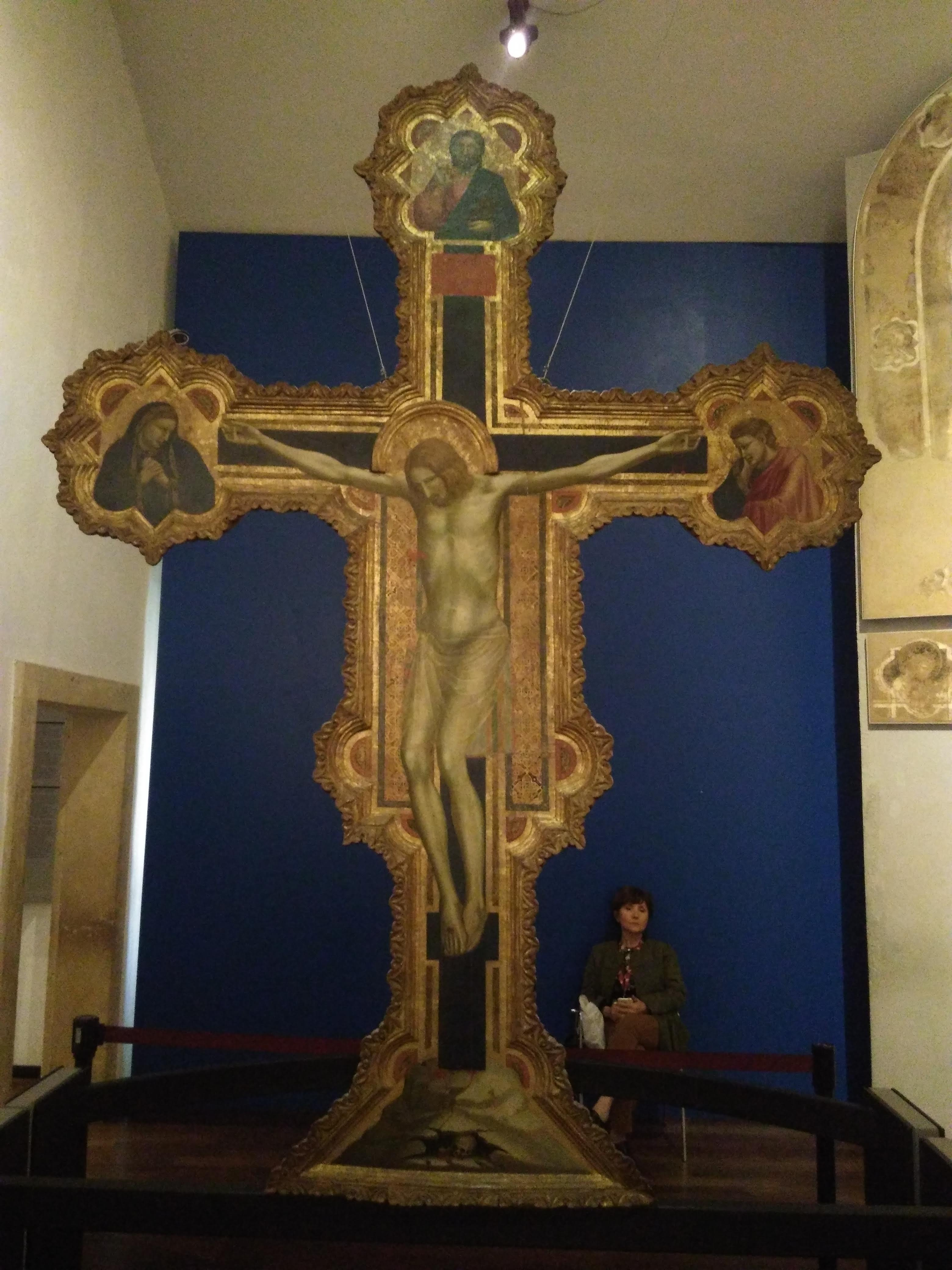
Kruis van Padua

Het Kruis van Padua is een schilderij uit het begin van de 13e eeuw toegeschreven aan Giotto. Het bevindt zich in de Musei Civici agli Eremitani van Padua, een stad in de Noord-Italiaanse regio Veneto. Oorspronkelijk hing het in de Cappella degli Scrovegni in Padua; deze kapel is Unesco-werelderfgoed.
Het Kruis van Padua bestaat uit een paneel gemaakt uit populierenhout en beschilderd met tempera. De datering is van 1317 op basis van een analyse van de tempera. Dit was juist na de beëindiging van de bouw van de Cappella degli Scrovegni (1302-1305).
De afmetingen zijn meer dan 2,2 m in de hoogte en circa 1,6 m in de breedte. 
Het kunstwerk stelt een gekruisigde Christus voor met, links van de kijker, Maria en rechts de geliefde apostel Johannes. Bovenaan staat Christus als de Verlosser van de wereld. Onderaan liggen de beenderen van Adam, waarop het bloed van Jezus druppelt. Rondom bevat de lijst talrijke inkepingen en de volledige omlijning is in bladgoud. Het beeld creëert een lichte vorm van perspectief door de twee voeten van Jezus de ene voor de andere, alsook door Johannes' elleboog die uit de kader lijkt te komen. Achteraan is het paneel beschilderd met thema’s over het Lam Gods centraal en de vier evangelisten in de vier uithoeken van het kruis.
Eeuwenoude documenten over het kunstwerk bestaan niet. Dit voedde de discussie over de auteur. Het was pas in 1864 dat Cavalcaselle het Kruis toeschreef aan de Florentijn Giotto, de kunstenaar van de Cappella degli Scrovegni. In die tijd hing het Kruis nog in deze kapel; het hing boven de graftombe van Enrico degli Scrovegni. In de jaren 1912-1923 ageerde Rintelen tegen het feit dat iedereen aannam dat het een kunstwerk van de hand van Giotto was. Hij zag een leerling van Giotto aan het werk. Later in de 20e eeuw groeide een consensus rond Giotto. Vandaar wordt het Kruis ook genoemd Kruis van Giotto.